# Пьерини, Николас
Николас Пьерини (итал. Nicholas Pierini; родился 6 августа 1999 года, Парма, Италия) — итальянский футболист, нападающий клуба «Венеция».

## Клубная карьера
Пьерини — воспитанник клубов «Парма», «Эмполи» и «Сассуоло». 29 октября 2017 года в матче против «Наполи» он дебютировал в Серии A, в составе последнего.